# Les Gutches
Leslie Lyle Gutches (Medford, Oregon, 1973. február 21. –) amerikai birkózó és birkózóedző. 1996-ban elnyerte a Dan Hodge-trófeát, az 1997-es krasznojarszki világbajnokságon pedig aranyérmes lett.

## Fiatalkora
Édesapja Les Senior tűzoltóparancsnok, fivérei Jason és Chad. A South Medford High Schoolban érettségizett; háromszor volt állami bajnok.

## Sportolóként

### Egyetemi
Egyetemi pályafutása alatt 134–10-es eredményt ért el. Az ország legjobb egyetemi birkózójaként 1996-ban elnyerte a Dan Hodge-trófeát, az 1994-es NCAA-bajnokságon pedig ötödik lett. 1995-ben és 1996-ban bajnok lett és háromszor kapta meg az All-America elismerést.
Fizikai antropológia szakos alapdiplomáját német nyelv minorral 1996-ban szerezte az Oregoni Állami Egyetemen. Később német szakos alapdiplomát, 2006-ban pedig MBA-végzettséget szerzett. A Béta Gamma Szigma diákszövetség tagja volt.

### Nemzetközi
Az 1989-es serdülő világbajnokságon kötöttfogás 83 kg-ban a magyar Gelénesi Nándor mögött második lett. Ezt követően nagy nemzetközi versenyeken már csak szabadfogásban versenyzett. Az 1990-es junior világbajnokságon 81 kg-ban hetedik lett. 1993-ban pánamerikai bajnok lett és harmadik volt az utánpótlás világbajnokságon. A következő évben bronzérmet szerzett a pánamerikai bajnokságon. Szerepelt az 1996-os olimpián, ahol hetedik lett. Legnagyobb sikerét 1997-ben érte el, amikor a krasznojarszki FILA-világbajnokságon a döntőben legyőzte az ukrán Eldar Aszanovot. Az 1998-as jóakarat játékokon győzött, a vb-n hetedik lett. Az 1999-es világbajnokságon bronzérmet szerzett, a pánamerikai játékokon győzött.

## Edzőként
1996 és 1999, illetve 2002 és 2006 között az Oregon State Beavers helyettes, 2001-ben pedig önkéntes edzője volt. Pályafutása alatt öten nyerték el az All-America elismerést. A 2002-es világbajnokság idején a nemzeti válogatott edzőhelyettese volt.

## Családja
2010 januárjában a nemzeti birkózócsapat programigazgatója, 2012 októberében pedig stratégiai igazgatóhelyettese lett. Feleségével, Jenniferrel egy fiuk (Logan) és egy lányuk (Alexis) született; Colorado Springsben élnek.

## Elismerései
1997-ben az USA olimpiai bizottsága az év sportolójának választotta. 1999-ben megnyerte a Yaşar Doğu bajnokságot.
2003-ban az Oregoni Állami Egyetem dicsőségcsarnoka, 2009-ben a National Wrestling Hall of Fame, 2011-ben az Oregon Sports Hall of Fame, 2012-ben pedig a Medford Sports Hall of Fame tagja lett.

## Fordítás
- Ez a szócikk részben vagy egészben  a   Les Gutches című angol Wikipédia-szócikk ezen változatának fordításán alapul.  Az eredeti cikk szerkesztőit annak laptörténete sorolja fel. Ez a jelzés csupán a megfogalmazás eredetét és a szerzői jogokat jelzi, nem szolgál a cikkben szereplő információk forrásmegjelöléseként.